# Circuit intégré 7408

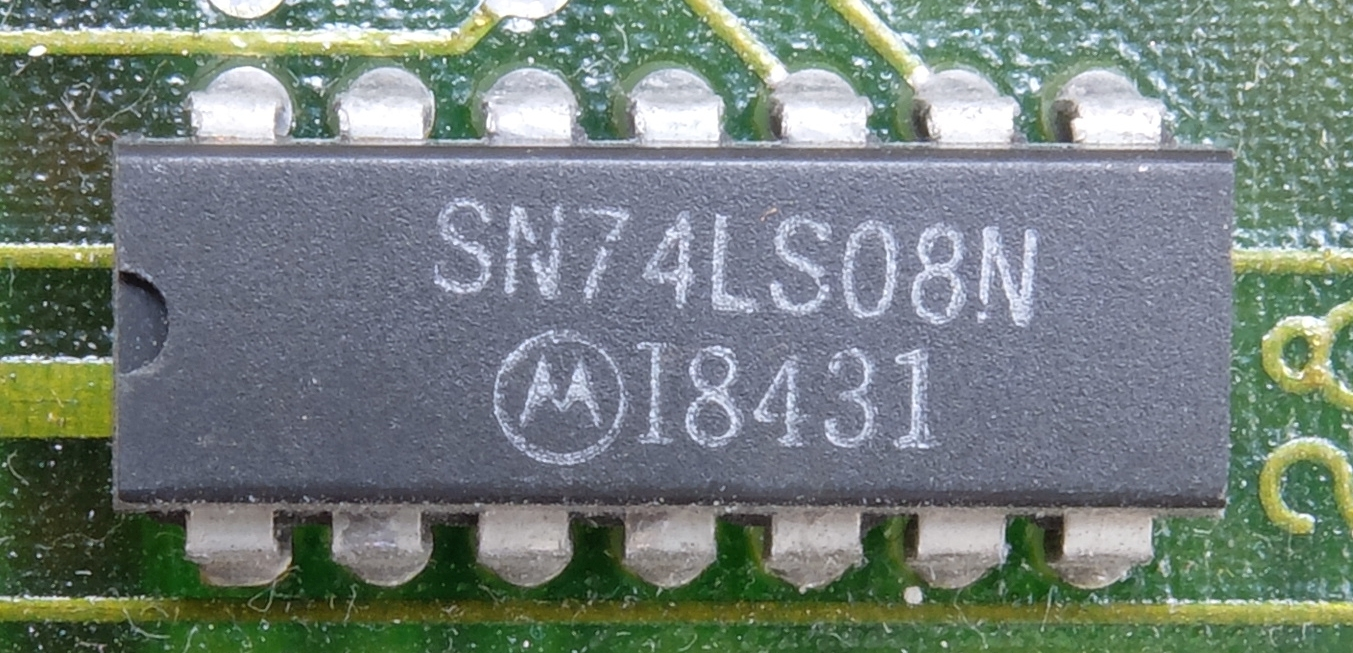
Circuit intégré 7408 (Motorola SN74LS04N)

Die d'un 74H08

Le circuit intégré 7408 fait partie de la série des circuits intégrés 7400 utilisant la technique TTL.
Ce circuit est composé de quatre portes logiques indépendantes ET à deux entrées.

## Brochage

Brochage des boîtiers DIP
(vue du dessus)

## Table de vérité
| Entrées | Entrées | Sortie |
| A       | B       | Y      |
| ------- | ------- | ------ |
| 0       | 0       | 0      |
| 0       | 1       | 0      |
| 1       | 0       | 0      |
| 1       | 1       | 1      |